# Scattered Ashes: A Decade of Emperial Wrath
Scattered Ashes: A Decade of Emperial Wrath er et opsamlingsalbum fra det norske black metal-band Emperor, udgivet i 2003. Det indeholder 27 sange fra ti forskellige udgivelser og varer sammenlagt næsten 2½ time. Limited Edition-udgaver af albummet havde en lilla slipcase som viste bandets logo pakket rundt om alle fire sider. Som med det forgående album blev der kun produceret nogle få tusinde eksemplarer af denne udgave, og den betragtes i dag som et samlerobjekt.
Opsamlingen er delt op i to diske. Den første disk (der på omslaget henvises til som "The Black Disc") indeholder spor fra bandets studieudgivelser, mens den anden disk ("The Silver Disc") indeholder uudgivet og sjældent materiale. Sangene er ikke sat i nogen speciel rækkefølge, og springer kronologisk flere gange frem og tilbage.

## Spor

### The Black Disc
1. "Curse You All Men!"
2. "The Tongue of Fire"
3. "The Majesty of the Nightsky"
4. "Cosmic Keys to My Creations and Times"
5. "Wrath of the Tyrant"
6. "The Loss and Curse of Reverence"
7. "An Elegy of Icaros"
8. "I Am the Black Wizards"
9. "Thus Spake the Nightspirit" (live)
10. "Ye Entrancemperium"
11. "In the Wordless Chamber"
12. "With Strength I Burn"
13. "Inno a Satana"

### The Silver Disc
1. "A Fine Day to Die" (Bathory-cover)
2. "Ærie Descent" (Thorns-cover)
3. "Cromlech" (Darkthrone-cover)
4. "Gypsy" (Mercyful Fate-cover)
5. "Funeral Fog" (Mayhem-cover feat. Attila Csihar)
6. "I Am"
7. "Sworn (Ulver remix)"
8. "Lord of the Storms"
9. "My Empire's Doom"
10. "Moon over Kara-Shehr" (rehearsal)
11. "Ancient Queen"
12. "Witches' Sabbath"
13. "In Longing Spirit"
14. "Opus a Satana" (orkestral udgave af "Inno a Satana")